# Spring引擎
Spring引擎是一款的即时战略游戏引擎，授权为GNU通用公共许可证。計劃的目標是在3D領域帶來《横扫千军》遊戲的體驗，继承大量該遊戲的特性，地图数据结构相近、使用lua建立界面。

## 特性
- 全方位lua支持（包括可定制的用户界面，操控脚本，AI，单位动画）
- 360度全3D视角
- 16人同时游戏 (可扩展至32人)，观察者等同
- 全物理建模

## 游戏
基于Spring的游戏，尽管其中多数使用或者基于横扫千军及其Mod的数据文件，有法律问题。
- Zero-K

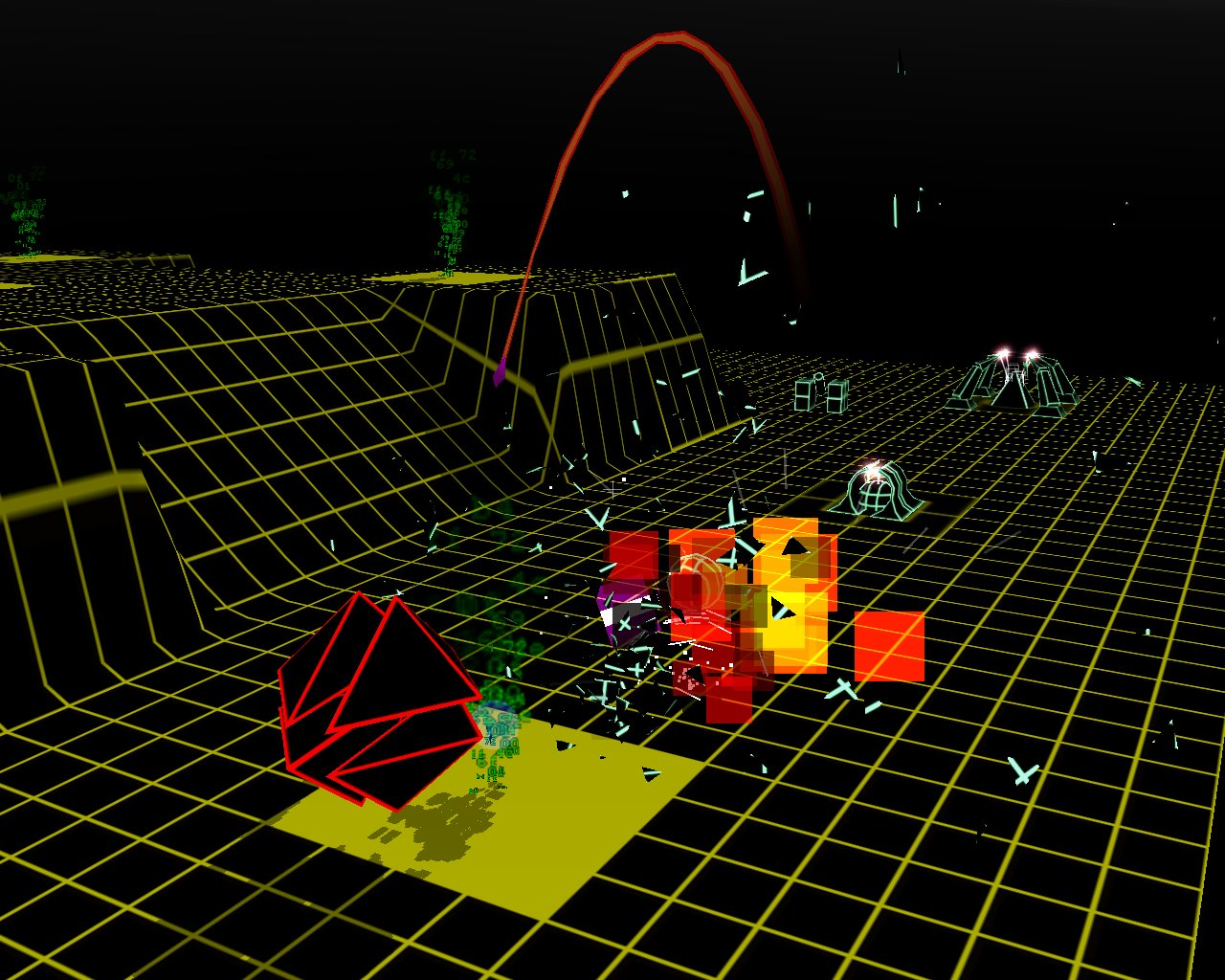
Kernel Panic——原创游戏

Zero-K是一个用1个指挥官机器人外加11种选1免费工厂/工程单位起步的大规模快节奏游戏。
大量使用收集的lua脚本，开发者同时维护 官方Springie服务，服务端激活系统，任务创作程序和lobby软件Zero-K Lobby。
代码多数GPL或公共领域，媒体内容使用CC-SA-BY协议或者CC-SA-NC-BY。
- Spring: 1944（S44） 二战游戏

GPL代码，CC-SA-NC-BY
- Kernel Panic（KP）（页面存档备份，存于） 计算机世界的游戏。主要部分在公共领域授权下发布（仅包含两张地图），多数地图未知。

- Not Original Total Annihilation （NOTA）
- Beyond All Reason

- Balanced Annihilation （BA）

规则类似横扫千军
- Conflict Terra (CT) （页面存档备份，存于）
- EvolutionRTS（页面存档备份，存于）
- Star Wars: Imperial Winter
- Gundam RTS（页面存档备份，存于）